# Pseudoboodon sandfordorum
Pseudoboodon sandfordorum — вид змій родини Lamprophiidae. Ендемік Ефіопії.

## Поширення і екологія
Pseudoboodon sandfordorum мешкають в центральній частині Ефіопському нагір'ї, на північ від Аддис-Абебаи. Вони живуть на луках та в акацієвих саванах. Зустрічаються на висоті від 1800 до 2400 м над рівнем моря.